# Jakabffy Imre
Zaguzseni Jakabffy Imre (Pest, 1850. december 4. – Budapest, 1930. január 15.) magyar jogász, politikus, főispán, országgyűlési képviselő, 1903-tól 1904-ig a Képviselőház alelnöke, 1898 és 1900 között, illetve 1910-től 1913-ig belügyi államtitkár.

## Családja, iskolái
Az erdélyi örmény nemesi Jakabfi (Hágopsáján) család leszármazottja.  A család 1760-ban kapott nemesi címet. Pesten született az örmény Jakabffy családba. Szülei Jakabffy Imre és Glósz Paulina voltak. Bátyja Jakabffy Ferenc (1848-1913) építész, országgyűlési képviselő volt.
Középiskolai tanulmányait szülővárosában és Esztergomban végezte, majd Pozsonyban hallgatott jogot, ahol bírói és államelméleti vizsgát tett.

## Életútja
Rövid katonai szolgálat után gazdálkodni kezdett családja Krassó-Szörény vármegyei birtokán, majd 1872-ben tiszteletbeli aljegyzőként vármegyei szolgálatba lépett. Volt Ujfalussy főispán titkára is, majd 1875-ben tiszteletbeli aljegyző, 1878-ban pedig tiszteletbeli főjegyző volt, majd 1880-ban árvaszéki ülnök lett.
1883-ban a vármegye alispánjává választották, majd 1886-ban Tabajdi Károly főispán halála után megbízták a főispáni teendők ellátásával, 1887-ben pedig ténylegesen kinevezték Krassó-Szörény vármegye főispánjává, tisztségét 1898-ig töltötte be. Ebben az évben a 13. és 14. volt román és szerb határőrvidékekből alakult vagyonközösségek kormánybiztosának is kinevezték.
1898 júniusában a Perczel Dezső vezette Belügyminisztérium politikai államtitkárává nevezték ki, majd a Széll-kormány alakulása után a belügyi tárcát ideiglenesen vezető Széll Kálmán miniszterelnök mellett a minisztérium vezető tisztségviselője volt, végül 1900-ban lemondott. 1898 őszén a szászhermányi kerületben a Szabadelvű Párt színeiben országgyűlési képviselővé választották, 1901-ben és 1905-ben pedig a karánsebesi kerületből került a parlamentbe. 1903 novemberétől 1904 decemberéig a Képviselőház alelnöke volt. 1906 és 1910 között nem vett részt a közéletben.
1910-ben Khuen-Héderváry Károly miniszterelnök és belügyminiszter meghívására ismét belügyi államtitkár lett, tisztségét a Lukács-kormányban is megtartotta. Nevéhez fűződik az 1901-es országgyűlési választások lebonyolítása. Bekapcsolódott a Nemzeti Munkapárt szervezésébe is, amelynek színeiben ismét országgyűlési képviselővé választották, ezúttal a józsefvárosi kerületben Nagy Dezsőt győzte le. 1913-ban lemondott az államtitkári posztról, majd 1918-ban visszavonult a közélettől. A Tanácsköztársaság idején házi őrizetben volt. Tevékenysége miatt számos magas kitüntetést kapott.
Felesége 1879-től Zsidák Ilona volt, négy gyermekük született. Legidősebb fiuk Jakabffy Elemér (1881-1963) jogász, politikus, publicista volt, aki 1901 és 1918 között édesapjával együtt volt a Képviselőház tagja. Jakabffy Imre 1930-ban hunyt el Budapesten, a kerepesi temetőben nyugszik.